# Vekseldrift
Vekseldrift eller vekselbrug er en sædskifteform med gennemført stadig vekslen af bredbladede og smalbladede afgrøder, således at der på marken skiftes med planter, som er stærkt forskellige både med hensyn til dyrkningsmåde, voksetid og ernæringskrav. 

## Historie
I sin oprindelse er vekseldrift hjemmehørende i England, hvor det ældste og mest typiske vekseldrift er Norfolksædskiftet med vintersæd, rodfrugter, byg og kløver. Det menes at være opstillet første gang af den engelske godsejer Charles 2. Viscount Townshend, og overført til praktisk dyrkning af den engelske landøkonom Arthur Young. Omkring 1800—1840 blev der gjort forsøg på at indføre vekseldrift i dansk landbrug, dog i en noget anden form, idet man brugte en 8-marks drift og medtog afgrøder som ærter, "vikkehavre" (en blanding af Foder-Vikke og Almindelig Havre) og havre, men det er først ind i det 20. århundrede, at metoden er blevet almindeligt anvendt på grund af sine store fordele:
- Adgang til en gennemført bekæmpelse af ukrudt,
- Rationel anvendelse og udnyttelse af gødningsmidlerne
- Mulighed for en intensiv drift, hvor jordens ydeevne udnyttes bedst muligt

Det ligger i sagens natur, at vekseldrift er både kapital- som arbejdsintensivt, ligesom systemet er stærkt afhængigt af jordens dyrkningstilstand, afsætningsforhold på det danske og de international markeder samt landmandens personlige dygtighed. Det har betydet, at vekseldrift kun er taget i brug få steder i sin rene form  Derimod anvendes tillempede former med længere græsleje, græsudlæg og til dels også med brak i nogen udstrækning. En overgangsform til andre systemer har man i veksel-kobbelbruget, der opstår, når kobbelbrugets lange række med kornafgrøder afbrydes med en eller flere bredbladede afgrøder som rodfrugt eller bælgsæd, men stadigvæk på den måde, at to kornafgrøder følger efter hinanden på visse steder i sædskiftet. Størst udbredelse har vekseldrift på Lolland-Falster, hvor man traditionelt har satset på dyrkning af stort areal sukkerroer.